# 라스 모미아스 데 과나후아토
《라스 모미아스 데 과나후아토》(스페인어: Las momias de Guanajuato)은 1962년 방영된 멕시코의 텔레노벨라이다.